# Tangará (ave)
O tangará, dançador ou fandangueiro; nomeada, em inglês, blue manakin ou swallow-tailed manakin; em castelhano: bailarín azul (Arg.); cientificamente denominada Chiroxiphia caudata; é uma espécie de ave da família Pipridae; um pássaro endêmico de florestas de Mata Atlântica, em sub-bosques e capoeiras da região oriental do Brasil, do estado da Bahia até o Rio Grande do Sul e em Misiones, na Argentina, ao Paraguai; mais frequente em áreas montanhosas arborizadas até altitudes de 1.800 metros. No norte de sua distribuição, esta espécie entra em contato parcial com o tangará-falso (Chiroxiphia pareola), sua congênere, embora esta ocorra em áreas de menor elevação, junto à costa. Foi classificada em 1793, por George Kearsley Shaw e pelo ilustrador Frederick Polydore Nodder, descrita como Pipra caudata para a obra Naturalist's Miscellany; considerada a ave símbolo do município de Ubatuba, em São Paulo, no ano de 2004, e sendo listada pela União Internacional para a Conservação da Natureza como espécie pouco preocupante. Ela mede 13 centímetros de comprimento (adicionando-se mais 2 centímetros ao prolongamento de suas retrizes medianas).
Este pássaro é muito mencionado na região sudeste do Brasil devido às suas danças; por isso também denominado dançador  ou tangará-dançarino.

## Etimologia
Sua denominação binomial, Chiroxiphia caudata, significa "asa de sabre com cauda longa", com a palavra tangará supostamente derivada do tupi tãga'rá: junção de ata, andar; e carã, em volta; sendo correspondente ao vocábulo castelhano saltarin.
O nome tangará foi selecionado como nome vernáculo técnico para a espécie Chiroxiphia caudata pelo Comitê Brasileiro de Registros Ornitológicos (CBRO) em 2021.

## Descrição
Chiroxiphia caudata apresenta grande dimorfismo sexual:

### Macho
No macho ocorre a predominância de penas de cor azul intensa, contrastando com sua cabeça, asas e retrizes externas em negro a cinzento, destacando-se uma área em vermelho no topo da cabeça. Em sua cauda destacam-se duas penas medianas, azuis e mais longas do que as outras.

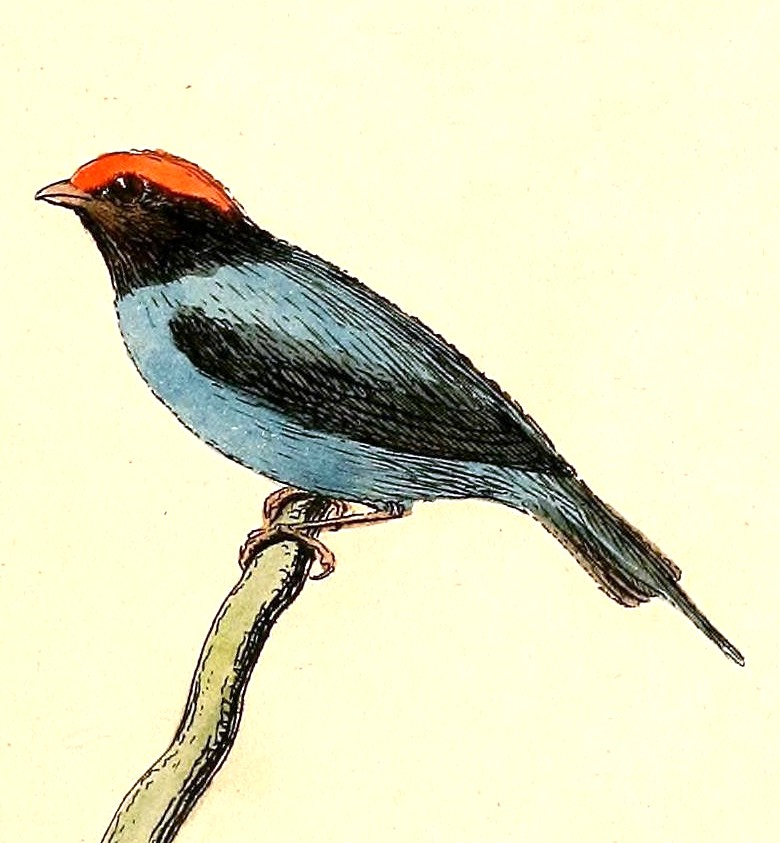
Ilustração de um macho do tangará (Chiroxiphia caudata), retirada da obra de Friedrich Heinrich von Kittlitz, Kupfertafeln zur Naturgeschichte der Vögel (1832).

### Fêmea e macho imaturo
A fêmea e o macho imaturo, cuja primeira mudança é a apresentação de sua coroa vermelha, possuindo penas de coloração bem mais discreta, sendo verde-oliváceos a cinzentos; também se descrevendo espécimes de coroa alaranjada entre os juvenis. Fêmeas também apresentam as penas medianas de sua cauda mais alongadas do que as outras.

## Vocalização, nidificação e reprodução
São complexas as cerimônias nupciais destas aves que, diante de uma fêmea, passiva, assistem-se em volteios, dos quais participam geralmente de dois a seis machos, formando uma compacta fila (ou bicha) movediça, geralmente sobre um galho horizontal e pairando no ar por alguns instantes; chamados através de um sonoro "drüwed" ou "trá-trá" pelo macho dominante e assim procedendo até que todos tenham realizado pequenos voos, recomeçando novamente e emitindo pequenos gritos: "tiú-u,u,u; tiú-u,u,u" ou "kuá-kuáá-kuáá"; iniciando-se em compasso lento e acelerando; emitindo, por fim, um agudíssimo "tic-tic-tic" que encerra a cerimônia, que varia entre 30 segundos a 2 minutos e podendo recomeçar, tal ritual, minutos após; finalmente com o macho perseguindo a fêmea com a vocalização de um "trrrrs", ainda dispondo de um assobio de advertência: "dwüd" ou "dwüod" e, com frequência, com ambos os sexos dando um "choueu, cho-cho-cho". Seu ninho é uma cestinha rala, na forquilha bem alta de um galho próximo a água, construído com fibras vegetais e utilizando-se de teias de aranha para colar seu material; onde se colocam 2 ovos de coloração pardacenta com desenhos mais escuros; cuja incubação é feita pelas fêmeas, durante 18 dias, e com os filhotes abandonando o ninho após 20 dias.
- Vídeo com o ritual de cópula do tangará (Chiroxiphia caudata), em Ilhabela, São Paulo, região sudeste do Brasil.

## Alimentação
Nos bosques tropicais onde habita, este pássaro é onívoro, se alimentando de frutos (bagas) e pequenos artrópodes, como aranhas, insetos e suas larvas. Aprecia a Michelia champaca (magnólia-amarela) e a Acnistus arborescens (fruta-do-sabiá).

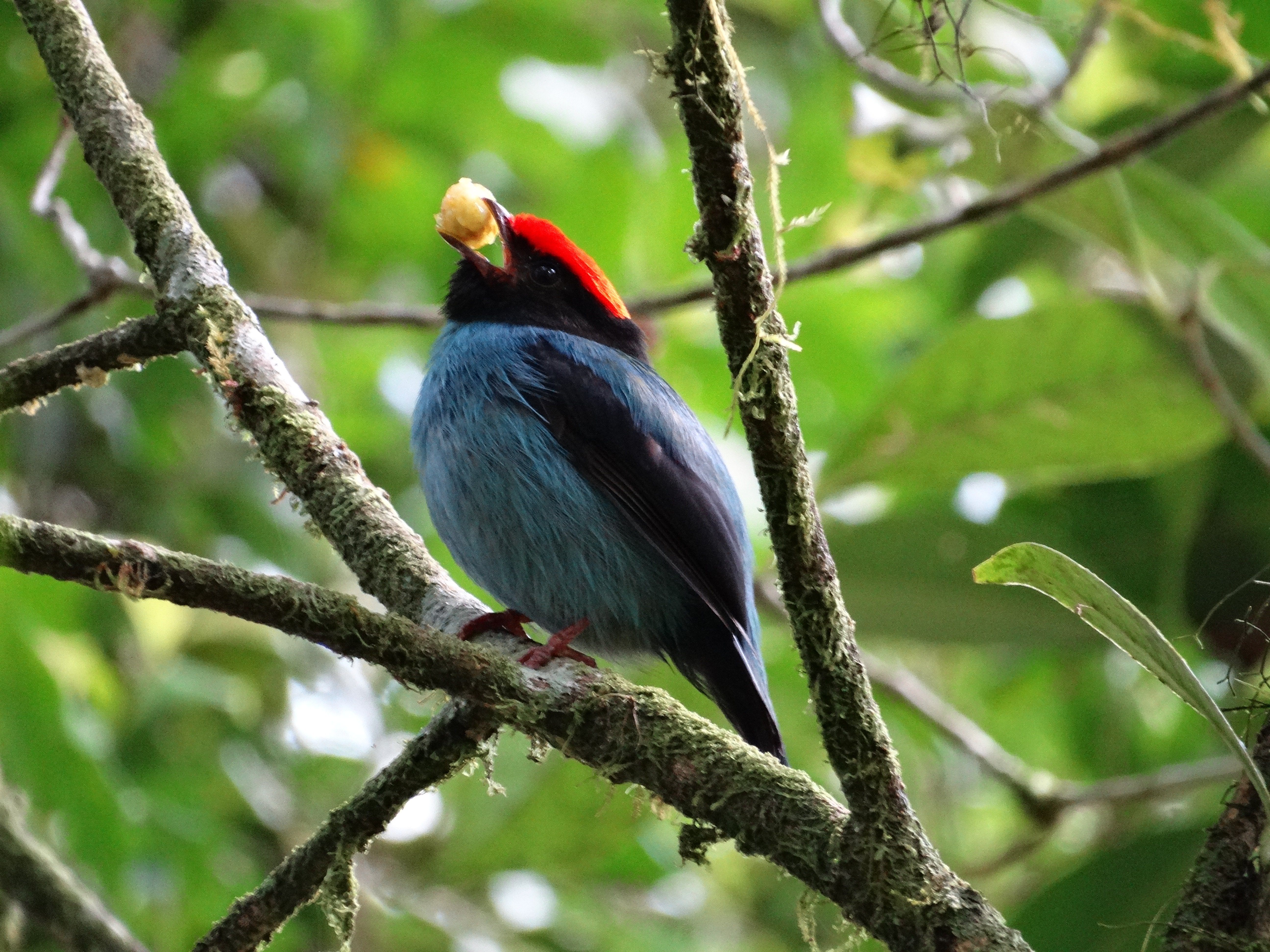
Um tangará (Chiroxiphia caudata) se alimentando de uma baga.